# Lisa (Teleorman)
Pour les articles homonymes, voir Lisa.
Lisa est une commune du județ de Teleorman en Roumanie.